# Giuseppe Scarabelli
Giuseppe Scarabelli Gommi Flamini (Imola, 15 settembre 1820 – Imola, 28 ottobre 1905) è stato un geologo, paleontologo e politico italiano; è ricordato come fondatore dell'archeologia preistorica italiana ed è stato il primo archeologo a realizzare in Italia uno scavo stratigrafico.

## Biografia

### Gli anni della formazione
Nacque a Imola dal medico Giovanni Scarabelli e dalla contessa Elena Gommi Flamini. Alla morte dello zio materno Giacomo, nel 1845, Scarabelli ereditò il titolo nobiliare di conte, anche se durante la vita non volle mai ostentarlo.
Dopo l'istruzione primaria e secondaria, ricevuta in casa da precettori scelti dalla famiglia, dopo il 1840 intraprese gli studi di anatomia presso le università di Bologna e di Firenze. Passò poi allo studio delle scienze naturali recandosi, come uditore, all'ateneo di Pisa. Qui ebbe l'occasione di assistere alle lezioni di due tra i massimi esperti italiani dell'epoca, Paolo Savi e Leopoldo Pilla. Da essi apprese le tecniche di ricerca della geologia stratigrafica, una disciplina innovativa per l'epoca. 
Successivamente Scarabelli decise di cimentarsi nella nuova metodologia di ricerca sul campo. Lasciati incompiuti gli studi universitari, negli anni tra il 1843 e il 1847 viaggiò in molte regioni italiane: fu in Toscana, a Milano, in vari laghi prealpini (Como, Maggiore, Lugano), nel Veronese, nel Vicentino, nel Napoletano e in Sicilia.
Il 31 gennaio 1851 si unì in matrimonio alla contessa Giovanna Alessandretti.

### Attività scientifica
Tornato nella patria natia, Scarabelli intraprese indagini sistematiche relative alla giacitura e all'età delle ossa di alcuni grandi mammiferi che in tempi preistorici avevano abitato l'Appennino imolese. Un altro innovativo filone di ricerca, che gli conferì un ruolo di primo piano nell'affermazione della geologia e della paletnologia in Italia, fu rappresentato dallo studio delle armi di pietra ivi raccolte. Nel 1850 pubblicò i risultati delle sue ricerche nello studio Osservazioni intorno alle armi antiche di pietra dura che sono state raccolte nell'imolese, considerato uno dei primi contributi scientifici sulla preistoria italiana, con particolare riferimento ad oggetti del Paleolitico e del Neolitico.
Oltre alle ricerche sul campo, si dedicò anche alla cartografia geologica. Scarabelli fu il primo a realizzare carte geologiche secondo metodi moderni della Repubblica di San Marino (1848), del Bolognese (1853), del Ravennate (1854) e delle Marche settentrionali. Nel 1858 diede alle stampe un'ampia monografia, realizzata con lo studioso veronese Abramo Massalongo, dedicata agli Studi sulla flora fossile e sulla geologia stratigrafica del Senigalliese. L'opera ebbe come oggetto la vasta collezione di reperti che lo Scarabelli acquistò personalmente alla morte del precedente possessore, nei pressi di Senigallia (AN). Il primo grande lavoro che Scarabelli ebbe a realizzare dopo l'unità d'Italia fu la carta geologica della provincia di Forlì, commissionata nel 1865. Lo studioso imolese lavorò diversi anni al progetto. Il risultato finale, una monumentale carta in scala 1 : 50.000, risultò eccellente per la precisione scientifica e l'accurata realizzazione grafica.

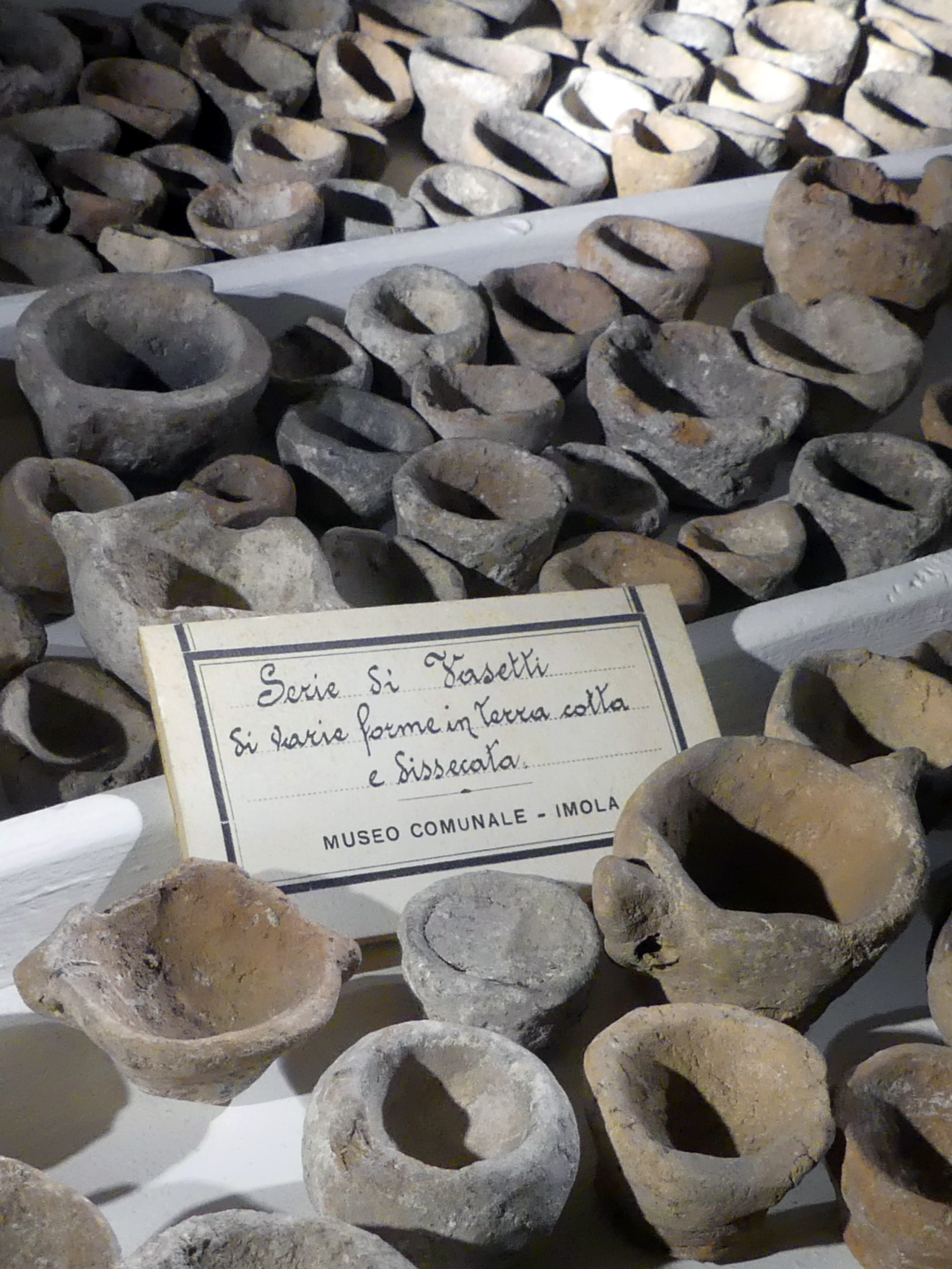
Vasi in miniatura per offerte rituali, risalenti alle età del ferro e del bronzo, ritrovati alla Grotta di Re Tiberio da Scarabelli e Tassinari

Protagonista del periodo di fervore di studi e di pubblicazioni specialistiche della seconda metà del XIX secolo, fu promotore dei Congressi Internazionali di Geologia e di quelli Antropologia e Archeologia. Precursore della moderna ricerca archeologica, presentò al Congresso di Bologna del 1871 le scoperte effettuate nella Grotta del Re Tiberio (nella Vena del Gesso Romagnola), il primo scavo effettuato con metodo stratigrafico. Nel 1878 all'Esposizione Universale di Parigi fu premiato per la sua Carta Geologica di parte dell'Appennino alla scala 1 : 200.000 con la medaglia di bronzo.
Tra il 1873 e il 1883 fu impegnato negli scavi archeologici nel villaggio preistorico sito sul monte Castellaccio (all'interno del Parco delle Acque minerali di Imola). Il voluminoso saggio che ne derivò, La stazione preistorica sul Monte Castellaccio interamente esplorata (1887), risultò esemplare sia per il metodo di esposizione che per le sezioni e le piante di scavo. Ancora oggi il saggio di Scarabelli costituisce l'unico caso di scavo integrale di un villaggio dell'Età del Bronzo in Italia. In collaborazione con Edoardo Brizio, tra il 1891 e il 1901 diresse le campagne di scavo nel villaggio preistorico di San Giuliano presso Toscanella di Dozza (i risultati furono pubblicati dopo la sua morte).
Fin dal 1857 fu tra i fondatori del «Gabinetto di Storia Naturale» di Imola, primo nucleo della Collezione Giuseppe Scarabelli.
Socio dell'Accademia dei Lincei, Scarabelli fu presidente della Società Geologica Italiana nel 1888.

### Impegno politico e civico
Fervente patriota, Scarabelli partecipò ai moti risorgimentali fino al voto di annessione della Legazione delle Romagne al Regno di Sardegna (1859). Fu il primo sindaco di Imola dopo la proclamazione del Regno d'Italia, dal 1860 al 1866; nel 1864 fu nominato senatore del Regno.
Inoltre fu il presidente di due istituzioni benemerite tuttora esistenti a Imola: l'asilo infantile (fondato nel 1847, oggi giardino d'infanzia) e la Cassa di Risparmio (nata nel 1855).
Nei primi anni 1880 concepì l'idea di fondare un istituto d'istruzione superiore per formare persone dotate delle conoscenze tecniche necessarie per modernizzare l'agricoltura italiana. Nel 1883 fondò l'istituto che porta oggi il suo nome, la «Regia Scuola Pratica d'Agricoltura».
Giuseppe Scarabelli morì a Imola nel 1905. È sepolto nel locale cimitero del Piratello.

## Riconoscimenti

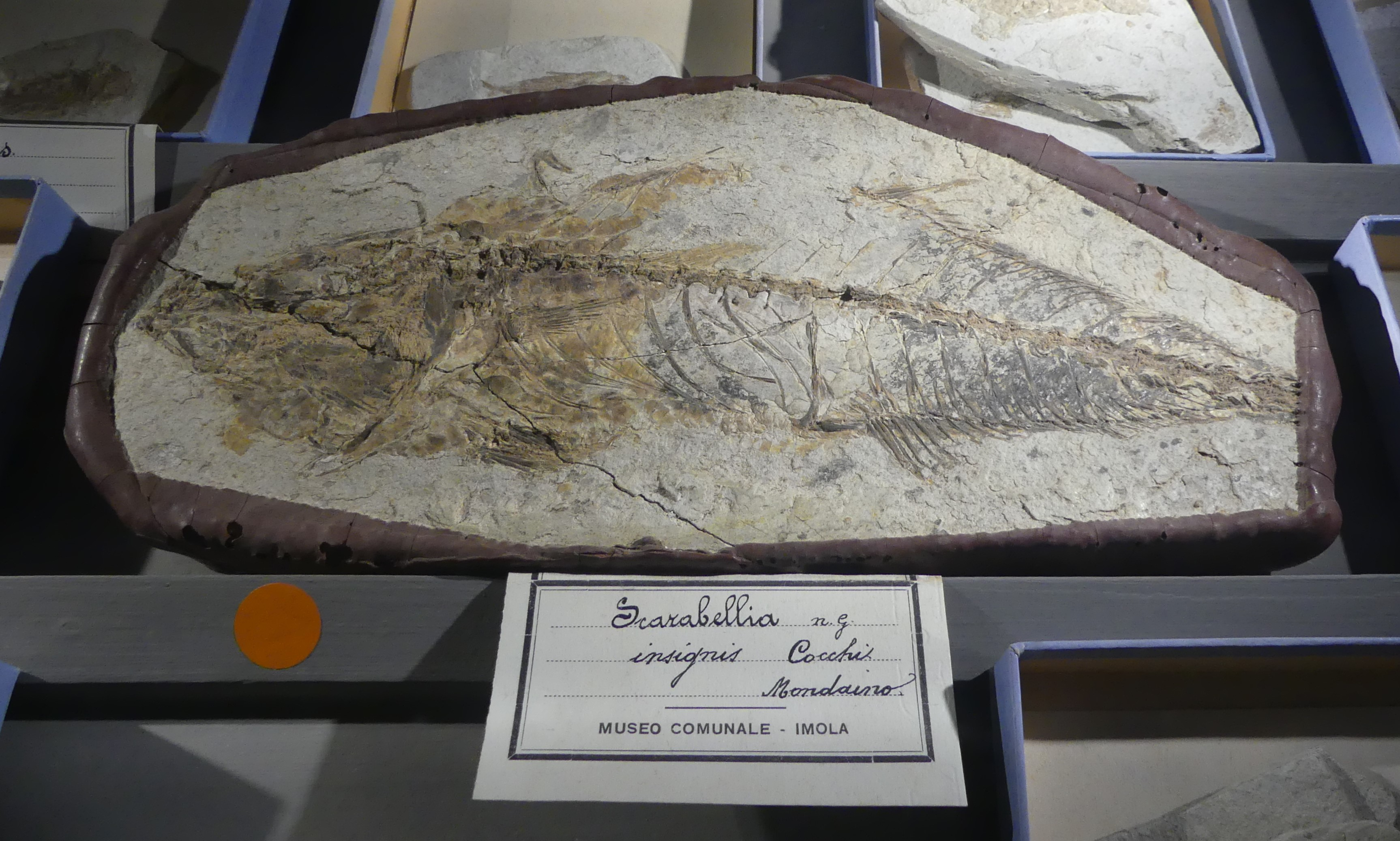
Esemplare fossile di Scarabellia insignis conservato al Museo Giuseppe Scarabelli di Imola

Oltre al museo che prende il suo nome, l'Istituto tecnico agrario di Imola è intitolato a Giuseppe Scarabelli. L'istituto gestisce una stazione meteorologica fondata nel 1946, punto di riferimento della protezione civile per il territorio imolese.
A Scarabelli sono state inoltre intitolate varie specie da Cocchi, Massalongo, Meneghini, Cecconi e altri, tra cui il Liquidambar Scarabellia e lo Scarabellia insignis.
Davanti alla casa di Scarabelli è posto un monumento alla memoria.
In occasione del bicentenario dalla nascita, un suo busto è stato esposto a Palazzo Riario Sersanti a Imola e successivamente collocato al museo geologico Giovanni Capellini di Bologna.

## Lasciti
Nel 1937 gli eredi donarono alla Città di Imola l'archivio scientifico di Scarabelli. Il fondo è conservato nella biblioteca comunale.

## Ascendenza
|                                              |              |                                       | Genitori                              |  |  | Nonni |  |  | Bisnonni             |  |  | Trisnonni           |  |
|                                              |              |                                       |                                       |  |  |       |  |  | Francesco Scarabelli |  |  | Domenico Scarabelli |  |
|                                              |              |                                       |                                       |  |  |       |  |  | Francesco Scarabelli |  |  | Domenico Scarabelli |  |
|                                              |              | …                                     |                                       |  |  |       |  |  | Francesco Scarabelli |  |  |                     |  |
| Giuseppe Scarabelli                          |              |                                       |                                       |  |  |       |  |  | Francesco Scarabelli |  |  |                     |  |
|                                              |              | Caterina Corsini                      | …                                     |  |  |       |  |  |                      |  |  |                     |  |
|                                              |              | Caterina Corsini                      | …                                     |  |  |       |  |  |                      |  |  |                     |  |
|                                              |              | Caterina Corsini                      | …                                     |  |  |       |  |  |                      |  |  |                     |  |
| Giovanni Scarabelli                          |              | Caterina Corsini                      |                                       |  |  |       |  |  |                      |  |  |                     |  |
|                                              |              | Pierantonio Piatesi                   | …                                     |  |  |       |  |  |                      |  |  |                     |  |
|                                              |              | Pierantonio Piatesi                   | …                                     |  |  |       |  |  |                      |  |  |                     |  |
|                                              |              | Pierantonio Piatesi                   | …                                     |  |  |       |  |  |                      |  |  |                     |  |
| Francesca Piatesi                            |              | Pierantonio Piatesi                   |                                       |  |  |       |  |  |                      |  |  |                     |  |
|                                              |              | …                                     | …                                     |  |  |       |  |  |                      |  |  |                     |  |
|                                              |              | …                                     | …                                     |  |  |       |  |  |                      |  |  |                     |  |
|                                              |              | …                                     | …                                     |  |  |       |  |  |                      |  |  |                     |  |
| Giuseppe Scarabelli Gommi Flamini            |              | …                                     |                                       |  |  |       |  |  |                      |  |  |                     |  |
|                                              | Nicola Gommi | Giacomo Matteo Gommi                  |                                       |  |  |       |  |  |                      |  |  |                     |  |
|                                              | Nicola Gommi | Giacomo Matteo Gommi                  |                                       |  |  |       |  |  |                      |  |  |                     |  |
|                                              | Nicola Gommi | Alessandra Codronchi                  |                                       |  |  |       |  |  |                      |  |  |                     |  |
| Francesco Maria Gommi Flamini, conte         | Nicola Gommi |                                       |                                       |  |  |       |  |  |                      |  |  |                     |  |
|                                              |              | Geltrude Merighi                      | Francesco Merighi                     |  |  |       |  |  |                      |  |  |                     |  |
|                                              |              | Geltrude Merighi                      | Francesco Merighi                     |  |  |       |  |  |                      |  |  |                     |  |
|                                              |              | Geltrude Merighi                      | Ginevra Flamini                       |  |  |       |  |  |                      |  |  |                     |  |
| Elena dei conti Gommi Flamini                |              | Geltrude Merighi                      |                                       |  |  |       |  |  |                      |  |  |                     |  |
|                                              |              | Pasio Antonio Belmonti delle Caminate | Pasio Antonio Belmonti delle Caminate |  |  |       |  |  |                      |  |  |                     |  |
|                                              |              | Pasio Antonio Belmonti delle Caminate | Pasio Antonio Belmonti delle Caminate |  |  |       |  |  |                      |  |  |                     |  |
|                                              |              | Pasio Antonio Belmonti delle Caminate | Marianna Barbara Lunardi              |  |  |       |  |  |                      |  |  |                     |  |
| M. Colomba Francesca Belmonti delle Caminate |              | Pasio Antonio Belmonti delle Caminate |                                       |  |  |       |  |  |                      |  |  |                     |  |
|                                              |              | M. Antonia dei conti Stivivi          | Pietro Stivivi, conte                 |  |  |       |  |  |                      |  |  |                     |  |
|                                              |              | M. Antonia dei conti Stivivi          | Pietro Stivivi, conte                 |  |  |       |  |  |                      |  |  |                     |  |
|                                              |              | M. Antonia dei conti Stivivi          | Francesca Colomba Martinelli          |  |  |       |  |  |                      |  |  |                     |  |
|                                              |              | M. Antonia dei conti Stivivi          |                                       |  |  |       |  |  |                      |  |  |                     |  |